# Лацићи
Лацићи су насељено место у саставу општине Магаденовац у Осјечко-барањској жупанији, Република Хрватска.

## Историја
До територијалне реорганизације у Хрватској налазили су се у саставу старе општине Доњи Михољац.

## Становништво
На попису становништва 2011. године, Лацићи су имали 351 становника.

## Попис1991.
На попису становништва 1991. године, насељено место Лацићи је имало 466 становника, следећег националног састава:
| Попис 1991.‍  | Попис 1991.‍  | Попис 1991.‍ | Попис 1991.‍ | Попис 1991.‍ |
| ------------ | ------------ | ----------- | ----------- | ----------- |
|              |              |             |             |             |
| Хрвати       | Хрвати       |             | 460         | 98,71%      |
| Југословени  | Југословени  |             | 2           | 0,42%       |
| Срби         | Срби         |             | 2           | 0,42%       |
| неопредељени | неопредељени |             | 1           | 0,21%       |
| непознато    | непознато    |             | 1           | 0,21%       |
| укупно: 466  |              |             |             |             |